# Lemminkäinen
Lemminkäinen és un heroi de la mitologia finesa. Era representat com un home atractiu que cantava tan bé que podia transformar la sorra en perles, tal com explica el Kalevala. Destaca per la seva capacitat d'enginy i valentia. La seva mort i ressurrecció a partir de la catàbasi de la seva mare (qui el guia en totes les seves aventures) és un motiu recurrent en la cultura finesa.

## Joventut i primera mort
Quan Lemminkäinen es converteix en un home, es casa amb la bella Kyllikki. Aquesta tem per la seva vida i li fa prometre que no anirà a la guerra. Ell accedeix a canvi que ella no vagi mai al poble. Com Kyllikki incumpleix el pacte, ell l'abandona i decideix demanar la mà d'una princesa de Pohjola, com altres pretendents. La condició que posa el rei per al casament és ser el primer en vèncer en una sèrie de proves. Una d'elles és capturar el cigne negre que viu al riu Tuonela, que fa de límit amb l'inframón. Lemminkäinen s'ofega mentre intenta apropar-se a l'animal. La seva mare, desesperada, usa la seva màgia per poder anar al regne dels morts. Allà recorre tots els racons trobant restes del cos del seu fill i els cus. Amb mel d'abella li torna la vida al pedaç que en resulta i Lemminkäinen torna a caminar.

## El viatge de Lemminkäinen
S'assabenta que un heroi rival, Ilmarinen, ha aconseguit superar les proves mentre ell estava mort i s'anuncia l'imminent casament. Ell decideix assistir-hi malgrat els consells de la seva mare. Ella l'ajuda anunciant-li els perills que es trobarà al seu viatge perquè estigui preparat. Durant el trajecte troba un monstre amb aparença aliga, al qual derrota. Després travessa una fossa plena de foc i un bosc famós per les seves feres fins que arriba a Pohjola. Allà ha de lluitar contra els guàrdies i els convidats al casament, decapitant fins i tot el rei. Per fugir de la fúria dels seus súbdits, s'amaga en una illa, novament aconsellar per la seva mare. No es rendeix, però, i intenta organitzar una expedició de guerrers per acabar de derrotar el nou rei de Pohjola. Ell envia un fred màgic que glaça el mar de forma que vaixell no pot avançar i Lemminkäinen ha de renunciar al seu propòsit.

## El sampo
Passen els anys. El rei de Pohjola ha forjat amb ajuda dels déus un objecte màgic, el sampo, que porta sort i riqueses a qui el posseeixi. Lemminkäinen s'uneix a un grup d'herois que vol robar-lo per acabar anmb l'hegemonia del regne de Pohjola. Després de diversos perills arriben al seu destí i usen un instrument màgic per adormir els guerrers. Lemminkäinen és el primer en tocar el sampo però el troba massa pesant i no el pot bellugar. Mentre fa esforços canta per donar-se ànims i això desperta els guerrers. Els herois han de fugir corrents però abans aconsegueixen destruir el sampo. Això marca la fi de Pohjola i l'auge d'una nova nació: Finlàndia.